# Fudbalski Klub Jagodina
Il Fudbalski Klub Jagodina, meglio noto come FK Jagodina, è una società calcistica serba con sede nella città di Jagodina.
Fondato nel 1918 come SK Daca, cambiò poi nome in SK Jagodinski, e in FK Polet, prima di assumere la denominazione attuale nel 1981.
Nella stagione 2008-2009 partecipa per la prima volta nella sua storia al massimo campionato serbo.

## Palmarès

### Competizioni nazionali
- Coppa di Serbia: 1

2012-2013
- Srpska Liga: 2

2006-2007 (girone est), 2019-2020

### Altri piazzamenti
- Campionato serbo:

Terzo posto: 2013-2014
- Coppa di Serbia:

Finalista: 2013-2014
Semifinalista: 2014-2015
- Prva Liga Srbija:

Secondo posto: 2007-2008

## Statistiche e record

### Statistiche nelle competizioni UEFA
Tabella aggiornata alla fine della stagione 2018-2019.
| Competizione                  | Partecipazioni | G | V | N | P | RF | RS |
| ----------------------------- | -------------- | - | - | - | - | -- | -- |
| Coppa UEFA/UEFA Europa League | 3              | 6 | 0 | 2 | 4 | 2  | 6  |

## Organico

### Rosa 2011-2012
| N. |                               | Ruolo | Calciatore           |
| -- | ----------------------------- | ----- | -------------------- |
| 1  | Serbia (bandiera)             | P     | Igor Bondžulić       |
| 3  | Serbia (bandiera)             | D     | Radoš Protić         |
| 5  | Serbia (bandiera)             | D     | Vukašin Tomić        |
| 6  | Serbia (bandiera)             | C     | Aleksandar Filipović |
| 7  | Serbia (bandiera)             | A     | Vladimir Vujović     |
| 8  | Serbia (bandiera)             | C     | Miroljub Kostić      |
| 9  | Serbia (bandiera)             | A     | Ognjen Mudrinski     |
| 10 | Serbia (bandiera)             | A     | Aleksandar Stojković |
| 11 | Serbia (bandiera)             | C     | Saša Marjanović      |
| 12 | Croazia (bandiera)            | P     | Marko Šimić          |
| 13 | Serbia (bandiera)             | D     | Duško Dukić          |
| 15 | Serbia (bandiera)             | D     | Josip Projić         |
| 16 | Serbia (bandiera)             | C     | Milan Simonović      |
| 17 | Macedonia del Nord (bandiera) | C     | Dragan Stojkov       |
| 18 | Serbia (bandiera)             | A     | Miloš Stojanović     |
| 19 | Serbia (bandiera)             | D     | Aleksandar Živanović |

| N. |                       | Ruolo | Calciatore            |
| -- | --------------------- | ----- | --------------------- |
| 20 | Serbia (bandiera)     | D     | Saša Nikodijević      |
| 21 | Serbia (bandiera)     | A     | Milutin Ivanović      |
| 23 | Serbia (bandiera)     | D     | Nenad Nastić          |
| 24 | Serbia (bandiera)     | A     | Dejan Đenić           |
| 25 | Serbia (bandiera)     | A     | Vladimir Milenković   |
| 26 | Montenegro (bandiera) | D     | Vladimir Ilić         |
| 27 | Serbia (bandiera)     | A     | Milo Mićunović        |
| 28 | Serbia (bandiera)     | P     | Nikola Kovačević      |
| 30 | Serbia (bandiera)     | C     | Stefan Vukmirović     |
| 33 | Serbia (bandiera)     | D     | Aleksandar Vasiljević |
| 35 | Serbia (bandiera)     | P     | Stevica Zdravković    |
| 36 | Serbia (bandiera)     | P     | Predrag Rajković      |
| 77 | Serbia (bandiera)     | C     | Filip Arsenijević     |
| -  | Serbia (bandiera)     | C     | Miloš Nikolić         |
| -  | Libia (bandiera)      | A     | Mohammed Abdussalam   |

### Rosa 2009-2010
| N. |                   | Ruolo | Calciatore         |
| -- | ----------------- | ----- | ------------------ |
| 2  | Serbia (bandiera) | D     | Miloš Živković     |
| 3  | Serbia (bandiera) | D     | Luka Čančarević    |
| 4  | Serbia (bandiera) | D     | Marko Đorđević     |
| 5  | Serbia (bandiera) | D     | Danijel Mihajlović |
| 6  | Serbia (bandiera) | C     | Saša Marjanović    |
| 7  | Serbia (bandiera) | C     | Irfan Vusljanin    |
| 8  | Serbia (bandiera) | C     | Miloš Živković     |
| 9  | Serbia (bandiera) | A     | Perica Ognjenović  |
| 10 | Serbia (bandiera) | A     | Milan Bojović      |
| 11 | Serbia (bandiera) | A     | Vladan Spasojević  |
| 12 | Serbia (bandiera) | P     | Zoran Vasković     |
| 14 | Serbia (bandiera) | C     | Stefan Stevanović  |
| 15 | Serbia (bandiera) | D     | Saša Cilinšek      |

| N. |                   | Ruolo | Calciatore        |
| -- | ----------------- | ----- | ----------------- |
| 16 | Ghana (bandiera)  | A     | Kenneth Asamoah   |
| 17 | Serbia (bandiera) | C     | Bojan Beljić      |
| 18 | Serbia (bandiera) | D     | Srđan Novković    |
| 19 | Serbia (bandiera) | A     | Vladimir Đilas    |
| 20 | Serbia (bandiera) | C     | Marko Avramović   |
| 24 | Serbia (bandiera) | D     | Boban Nikolić     |
| 25 | Serbia (bandiera) | P     | Zlatko Zečević    |
| 26 | Serbia (bandiera) | D     | Vukašin Tomić     |
| 27 | Serbia (bandiera) | A     | Srdjan Lukić      |
| 29 | Serbia (bandiera) | C     | Bojan Živković    |
| 31 | Serbia (bandiera) | A     | Igor Dimitrijević |
| 35 | Serbia (bandiera) | P     | Aleksandar Vekić  |